# Попрад (округ)
Округ Попрад — округ (район, словац. okres) Пряшівського краю в східній Словаччині з адміністративним центром в місті Попрад.
Площа становить 1 105,4 км², населення 105 068 (2010).

## Географія
На півночі межує з Польщею, на сході з Кежмарським округом, на південному сході з Левочським округом, на півдні з Кошицьким краєм, на південному заході з Банськобистрицьким краєм, на заході з Жилінським краєм. Розташовані Врбовські пагорби; Гибянські пагорби; Ліптовські Копи; Ломницькі пагорби; Червені Верхи і Штрбські пагорби.

## Населення
| Рік:            | 1994.   | 2004.   | 2014.   | 2024.   |
| --------------- | ------- | ------- | ------- | ------- |
| Кількість осіб: | 100 937 | 104 320 | 104 494 | 101 834 |
| Різниця:        |         | +3,35 % | +0,16 % | -2,54 % |

| Рік:            | 2023.   | 2024.   |
| --------------- | ------- | ------- |
| Кількість осіб: | 102 038 | 101 834 |
| Різниця:        |         | -0,19 % |

## Громади
На території Попрадського округу знаходиться 29 населених пунктів, в тому числі 3 міста: Попрад, Світ, Високі Татри, та села: Батізовце, Ґановце, Ґерлахов, Гозелець (Гозелец), Гуорка (Гворка), Грановниця, Яновце, Кравани, Липтовська Тепличка (Липтовська Теплічка), Лучивна (Лучівна), Менґусовце (Менгусовце), Млиниця, Нова Лесна, Спиське Бистре, Списький Штявник (Списький Щавник, Списький Штьявник), Списька Теплиця (Списька Тепліця), Штуола (Штвола), Штрба, Шунява, Швабовце, Татранська Яворина (Татранська Яворіна), Великий Славков (Великий Славків), Вернар, Вікартовце, Видрник (Видрнік), Ждяр (Ждьяр).

## Україно-русинськагромада
- Вернар